# برلینگتون (نیوجرسی)
برلینگتون (به انگلیسی: Burlington) یک شهر در ایالات متحده آمریکا است که در شهرستان برلینگتون، نیوجرسی واقع شده‌است. برلینگتون ۹٫۷۹۳ کیلومتر مربع مساحت و ۹٬۹۲۰ نفر جمعیت دارد و ۳٫۰۵ متر بالاتر از سطح دریا قرار دارد.